# Бітлянська сільська рада
Бітлянська сільська рада — колишній орган місцевого самоврядування у Турківському районі Львівської області. Адміністративний центр — село Бітля.

## Загальні відомості
Бітлянська сільська рада утворена в 1940 році. Водоймища на території, підпорядкованій даній раді: річка Бітлянка.
7.5.1946 хутір Шотуство Бітлянської сільської Ради Боринського району перейменували на хутір Діброва.

## Населені пункти
Сільській раді були підпорядковані населені пункти:
- с. Бітля
- с. Сигловате

## Склад ради
Рада складалася з 16 депутатів та голови.

### Керівний склад попередніх скликань
| ПІБ                   | Основні відомості                                                                                  | Дата обрання | Дата звільнення |
| --------------------- | -------------------------------------------------------------------------------------------------- | ------------ | --------------- |
| Цап Мирослав Ількович | Сільський голова, 1963 року народження, безпартійний                                               | 26.03.2006   | 31.10.2010      |
| Цап Мирон Ількович    | Сільський голова, 1963 року народження, освіта вища, член Всеукраїнського об'єднання «Батьківщина» | 31.10.2010   |                 |

Примітка: таблиця складена за даними джерела